# Hinnerup
Hinnerup je mesto na Danskem, ki leži v istoimenski občini; le-ta se nahaja na polotoku Jutland.